# Deepwater Horizon
Deepwater Horizon era una plataforma petroliera semisumergible de posicionament dinàmic d'aigües ultraprofundes propietat de Transocean. Construïda l'any 2001 a Corea del Sud per Hyundai Heavy Industries, la plataforma va ser encarregada per R&B Falcon, que més tard es va convertir en part de Transocean, registrat a Majuro, Illes Marshall i arrendada a BP a partir de 2001 fins a setembre de 2013. Al setembre de 2009 va perforar el pou petrolier més profund de la història, a una profunditat vertical de 35.050 peus (10.683 m) i a una profunditat mesurada de 35.055 peus (10.685 m) en el camp de petroli Tíber en el bloc Keathley Canyon 102, aproximadament 250 milles (400 km) al sud-est de Houston, a 4132 peus (1259 m) d'aigua.
El 20 d'abril de 2010, mentre perforava el pou exploratori al jaciment de Macondo, una explosió en la plataforma causada per una rebentada petrolífera va matar 11 membres de la tripulació i va encendre una bola de foc visible a partir de 35 milles (56 km) de distància. El foc resultant no podia ser extingit i, el 22 d'abril de 2010 la plataforma Deepwater Horizon es va enfonsar, deixant el pou que brolla en el fons del mar i causant el vessament més gran de petroli en alta mar en la història dels EUA estimat en 779000 t de cru. Els primers danys van afectar les maresmes de la desembocadura i el delta del Mississipi i el dany es va estendre a l'àrea de Louisiana i altres sectors de Florida i Cuba.

## L'accident

DeepWater en flames després de l'explosió

A les 9:45 PM del 20 d'abril de 2010 la plataforma “Deepwater Horizon” operada per la British Petroleum Company (BP), durant les fases finals de la perforació del pou exploratori a Macondo, un guèiser d'aigua va entrar en erupció i va provocar la pujada del mar en la plataforma de 240 peus (73 m) en l'aire, a això li va seguir una altra erupció de fang, gas metà i aigua combinats. Aquesta mescla fangosa ràpidament es va convertir en un estat completament gasós i llavors es va encendre provocant una sèrie d'explosions i després una tempesta de foc. Es va fer un intent per activar el mecanisme de prevenció de la fuita, però va fracassar.
Després de la crema durant aproximadament 36 hores, la plataforma Deepwater Horizon es va enfonsar en aigües profundes. Les restes de la plataforma es troben en repòs en el jaç marí al voltant de 5.000 peus (1500 m) de profunditat en aquest lloc, i prop de 1.300 peus (400 m) al nord-oest del pou. El vessament de petroli resultant va continuar fins al 15 de juliol gràcies a diversos pous de socors que van ser utilitzats per segellar permanentment el pou, i va ser declarat "efectivament mort" el 19 de setembre de 2010.

## Efectes del petroli

### Característiques químiques
El petroli és un líquid viscós amb una olor forta i molt característica. Té una densitat menor que la de l'aigua, pot variar entre 0,615g/ml i 0,994g/ml, i és insoluble en ella, per això flota. El seu color pot variar entre el groc i negre amb reflexos verds i és fluorescent. És extret de la superfície terrestre, ja que es forma a partir de la transformació de la matèria orgànica acumulada en sediments del passat geològic. S'utilitza com a principal font d'energia dels països desenvolupats.

#### Característiques físiques
El cru de petroli és una substància formada principalment per hidrocarburs, és a dir, formada per compostos orgànics d'hidrogen i carboni; encara que també conté altres compostos orgànics com són els compostos de nitrogen (0,2%) i sofre (entre 0-2%). Fins i tot pot tenir petites quantitats (de l'ordre de parts per milió) de compostos inorgànics, és a dir, metalls com el ferro, níquel, crom, vanadi, plom i cobalt. En els compostos orgànics predominen les parafines, naftalens i compostos aromàtics.
-   Les parafines i naftalens són hidrocarburs cíclics saturats (sense enllaços dobles), on molts d'ells contenen grups metil.
-   Els compostos aromàtics són hidrocarburs cíclics insaturats (amb enllaços dobles), on molts deriven del benzè.
A més podem classificar els diferents components del petroli segons siguin més pesants o no, és a dir, segons el nombre de carbonis pels quals estiguin formats.

##### Contaminació
El petroli abocat es va estenent en una superfície cada vegada major fins a arribar a formar una capa molt extensa, de molt poc gruix (es calcula que en mitja hora, 1m3 de petroli pot arribar a formar una taca de 100 m de diàmetre i 0,1 mm de gruix).
Podem fer una classificació sobre el petroli abocat, segons l'estat físic dels components, i de com contribueixen a la contaminació cadascun d'ells:

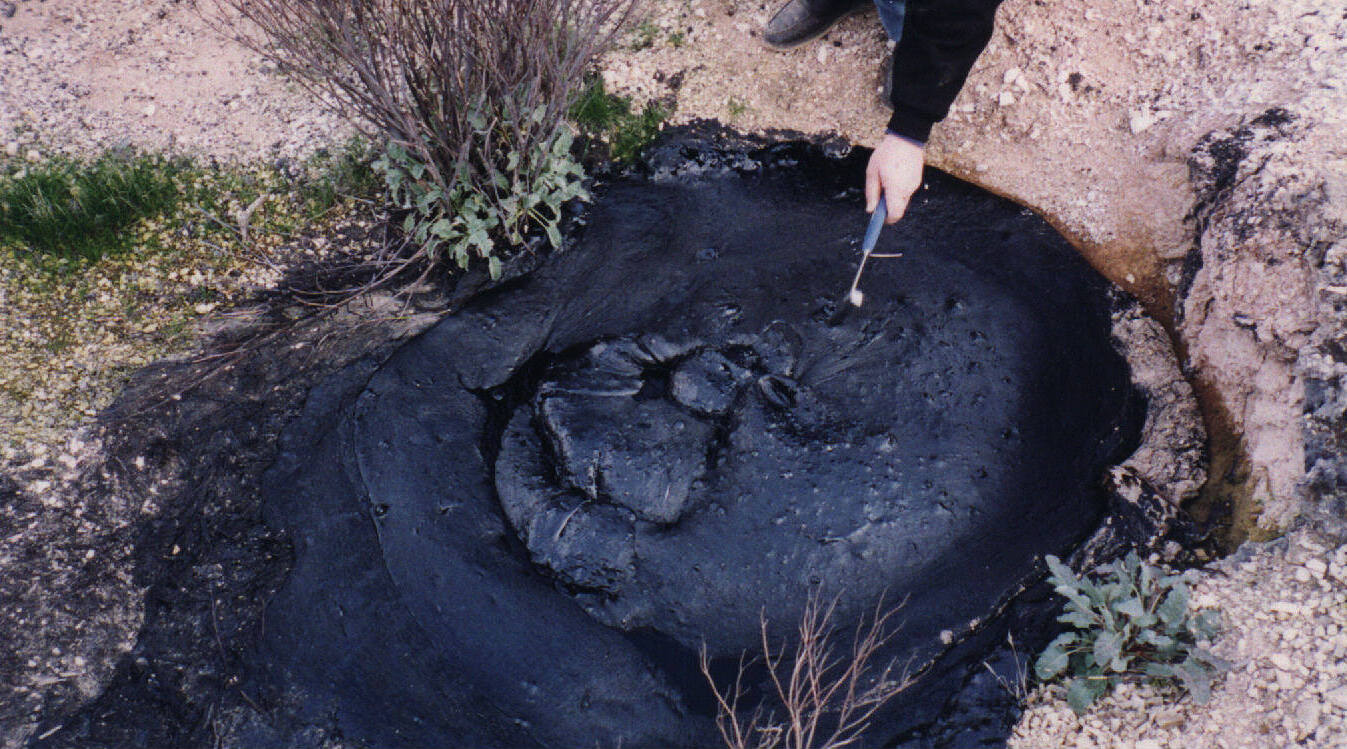
Quitrà

1. Les parts més volàtils del petroli s'evaporen (un 60%), i la majoria són descompostos per foto-oxidació en l'atmosfera. O gasos, com el metà, que es troben en el subsòl a pressions enormes.
L'exposició a aquests components volàtils produeix diferents efectes en l'home, ja que són tòxics: irritació de la pell i dels ulls, provoquen nàusees, dolors de cap o marejos. La inhalació d'aquests olis pot arribar a provocar fins i tot pneumònia o la mort.
Els més perillosos o de més preocupació per ser els més tòxics són el benzè, toluè i xilè.
2. Una part del cru que queda a l'aigua també pateix la foto-oxidació i l'altre es dissol en l'aigua (part més perillosa des del punt de vista de la contaminació dels éssers vius).
És la part més perillosa des del punt de vista de la contaminació dels éssers vius, ja que en dissoldre’s en aigua afecta directament al fitoplàncton, peixos i altres éssers de l'oceà i, per tant, indirectament a tots els altres éssers de la cadena alimentària alterant així l'equilibri de l'ecosistema.
3. Per acabar, la part que queda, forma una “mousse”, una emulsió gelatinosa d'aigua i oli que es converteix en boles de quitrà denses i semisòlides.
És un problema greu sobretot per a les algues, que els impedeix dur a terme la fotosíntesi perquè no els arriba la llum del sol, però també afecta altres éssers vius com els ocells, que queden impregnats d'aquesta substància impedint així el seu moviment i obstruint la seva respiració.
Però també existeix un problema greu de contaminació ambiental quan es crema el petroli, quan es produeix una combustió d'aquest. En la reacció d'oxidació es presenta a continuació:
CxHy  +  O₂  →  CO₂  +  H₂O
- Com es pot observar es forma CO₂, un dels gasos de l'efecte hivernacle, i el principal culpable de l'escalfament global. L'efecte hivernacle[9] és el procés pel qual l'atmosfera terrestre pot mantenir una temperatura elevada a la superfície terrestre que possibilita la vida perquè permet l'entrada de la radiació solar visible però impedeix la sortida de la radiació infraroja emesa pel planeta (bloqueja la convecció). El CO₂ no és el principal gas de l'efecte hivernacle (és l'aigua), i la quantitat existent en l'atmosfera és molt més petita que la de l'aigua mateixa. Però el CO₂ té els màxims d'absorció on no els té l'aigua ni els altres gasos de l'efecte hivernacle, per això un augment d'aquest pot ser molt perjudicial, com s'ha pogut comprovar, que és el principal culpable de l'escalfament global.

- Com que la combustió no és perfecte s'observa una gran fumarada negra que contamina l'aire. Aquest fum negre està format per partícules que no arriben a cremar-se (soot), per falta d'oxigen i perquè a baixa temperatura la combustió no és del tot eficient, o partícules que no es poden cremar (cendres), com partícules inorgàniques o partícules que no reaccionen amb l'oxigen.

- El petroli no està format només per carbonis i hidrògens, de manera que també es formen altres gasos com òxids de sofre, SOx, o nitrogen, NOx perquè conté altres elements.

Aquests gasos, tant SOx com NOx , quan pateixen certes oxidacions, formen l'àcid nítric (HNO₃) i l'àcid sulfúric (H₂SO₄) que són els causants de la pluja àcida.
A més, els gasos NOx destrueixen la capa d'ozó, O₃, que es troba a l'estratosfera i això és un problema, ja que l'ozó ens protegeix de les altes radiacions UV del sol (absorbeix totalment la radiació UV-C, 100-280 nm, i part de la UV-A i UV-B, 280-400 nm). Aquests gasos, tot i que tenen un temps de vida curt (NOx 4 dies), poden arribar a l'estratosfera i allà catalitzar la descomposició de l'ozó. La majoria d'aquests catalitzadors segueixen un mecanisme general (on X és el catalitzador) que és:
X      +    O₃         →     XO   +   O2 (Semireacció 1)
                               XO   +   O2         →      X     +    O2 (Semireacció 2)
                              O   +    O₃         →    2 O2 (Reacció global)
- A més es desprèn el metà que es troba emmagatzemat en el subsòl a altes pressions, que també contamina l'atmosfera, ja que és un altre dels gasos de l'efecte hivernacle i a més a més destrueix la capa d'ozó.

## Efectes sobre el medi ambient

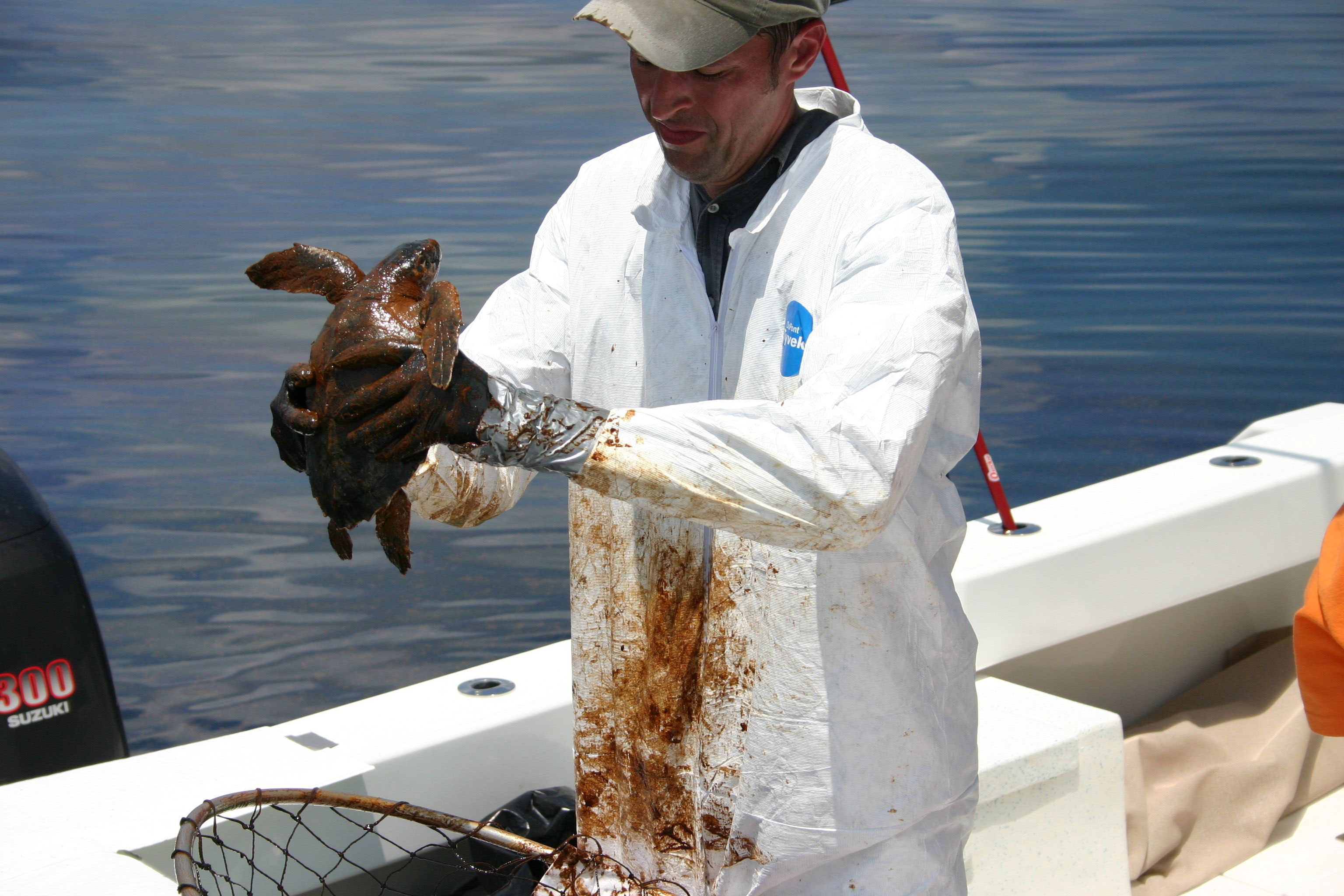
La captura de tortugues joves impregnades de pretoli de 20 a 40 milles de la costa per la rehabilitació; 14 juny 2010

La magnitud de l'impacte ambiental es va intuir, ja que no hi havia antecedents equiparables que servissin per predir que passaria. La tragèdia va ser doble, la combinació del petroli vessat en l'oceà i el dispersant Corexit, utilitzat per revertir el vessament, va provocar que les partícules disperses de petroli s'absorbissin més fàcilment per la fauna marina i per tant, ingressessin a la cadena alimentària sense cap mena de filtre.
Són molts els impactes negatius del vessament de petroli sobre les aigües marines del Golf de Mèxic. En primer lloc es va formar una pel·lícula sobre la superfície marina que impedia l'entrada de llum a l'aigua, impossibilitant el procés de fotosíntesi en les plantes (algues i prades marines) de les quals depenen milers d'espècies animals.
També, va tenir lloc una contaminació aguda que pot portar fins i tot a la mort de molts organismes marins, perquè els contaminants dels compostos del cru són altament tòxics. Poc temps més tard de l'accident es va observar que les aigües contenien 40 vegades més hidrocarburs aromàtics policíclics (HAP’s) que abans del vessament. Els HAP’s (compostos orgànics formats per diversos anells benzènics) són un grup de més de 100 substàncies químiques diferents que es formen durant a combustió incompleta de petroli, gasolina, carbó, deixalles i altres substàncies orgàniques. Aquests compostos són cancerígens i, per tant, representen diversos riscos per la salut dels éssers humans i la vida marina. Mol·luscs, esponges i altres espècies que s'alimenten de filtrar l'aigua, podien ingerir fàcilment aquests contaminants del petroli, entre d'altres. A més a més, els musclos, les ostres i les cloïsses són espècies extremadament sensibles al vessament de petroli. A més llarg termini, el vessament pot provocar danys en el sistema reproductiu i d'alimentació de tots els organismes de l'ecosistema marí.
Altres espècies que poden notar l'efecte del petroli són les que viuen en la part superficial del mar, com les tortugues, dofins i balenes que han de sortir a la superfície per poder respirar. En entrar en contacte amb l'abocament poden patir obturacions en les vies respiratòries.
A les aus, per exemple, se’ls poden impregnar les plomes, perdent així, la seva capacitat d'aïllament que els dona l'oli natural de les mateixes i acaben morint de 

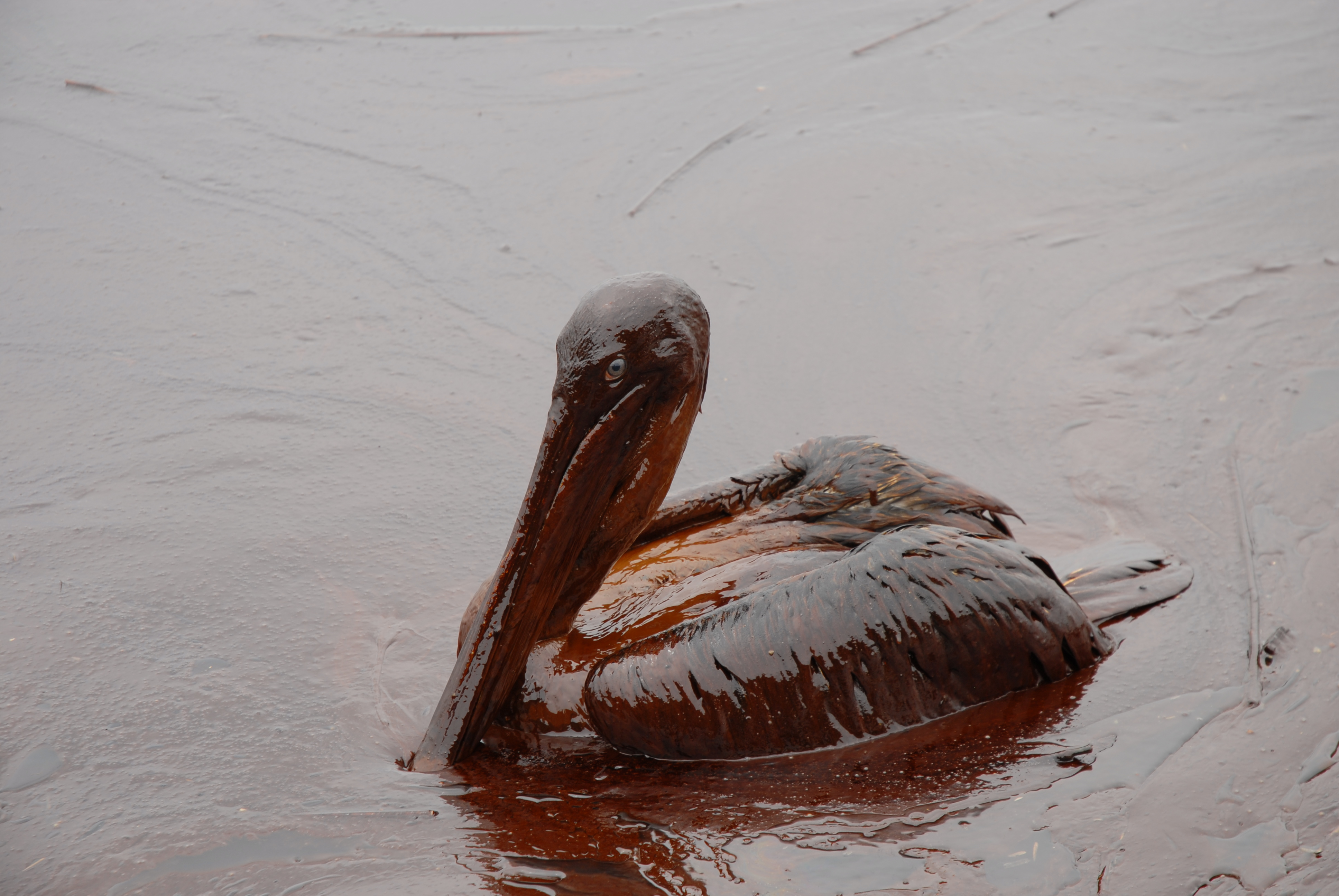
Pelicà impregnat de petroli prop de Grand Isle, Louisiana

hipotèrmia. Altres vegades moren quan intenten netejar-se de la contaminació, ja que, en el procés, ingereixen els contaminants del cru.
Els investigadors van trobar nivells d'oxigen baixos, aquest fet podria ser donat als microbis utilitzats per consumir el petroli, ja que un augment de la seva activitat redueix els nivells d'oxigen en el fons marí i posar en perill la vida de peixos i altres espècies. A més, el petroli abocat contenia aproximadament un 40% de metà, en pes, en comparació al 5% (aproximadament) que conten els dipòsits de petroli típics. El metà pot potencialment sufocar a vida marina i provocar la creació de “zones mortes” on,l'oxigen s'esgoti.
Aquestes conseqüències tan negatives poden estendre’s i continuar contaminant al delta del Mississipi, Luisiana, Florida i a les seves reserves riques, així com a les costes d'Alabama i Texas, ja que els residus de petroli són arrossegats pels corrents marins.

## Tractament del petroli
El petroli es va expandint en una superfície cada vegada major, fins a arribar a formar una capa

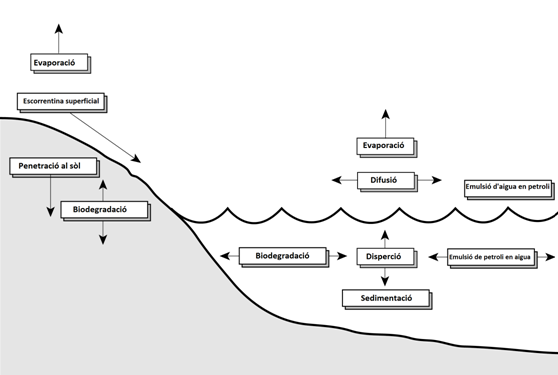
Processos fisicoquímics del petroli

molt extensa, amb gruix de només unes dècimes de micròmetre. D'aquesta manera, s'ha comprovat que un 1m³ de petroli pot arribar a formar, en hora i mitja, una taca de 100 m de diàmetre i 0,1 mm de gruix.
Una gran part del petroli vessat (entre un i dos terços) s'evapora i es descompon per reaccions fotoquímiques a l'atmosfera i la resta es queda dissolt a l'aigua i enganxat a les costes, formant una emulsió gelatinosa d'aigua i oli.
S'ha de parar el flux de petroli al més aviat possible amb el tancament de pous, cimentant el pou o perforant un pou d'alleugeriment, i s'ha de recollir el que hi ha vessat i tractar-lo per a la seva eliminació.

### Contenció i recollida:[15]
És el procés que s'utilitza per a impedir l'extensió del petroli vessat sobre la superfície de l'aigua, a fi de minimitzar la contaminació del medi ambient i facilitar la recuperació del cru. Pot efectuar-se amb tres propòsits:

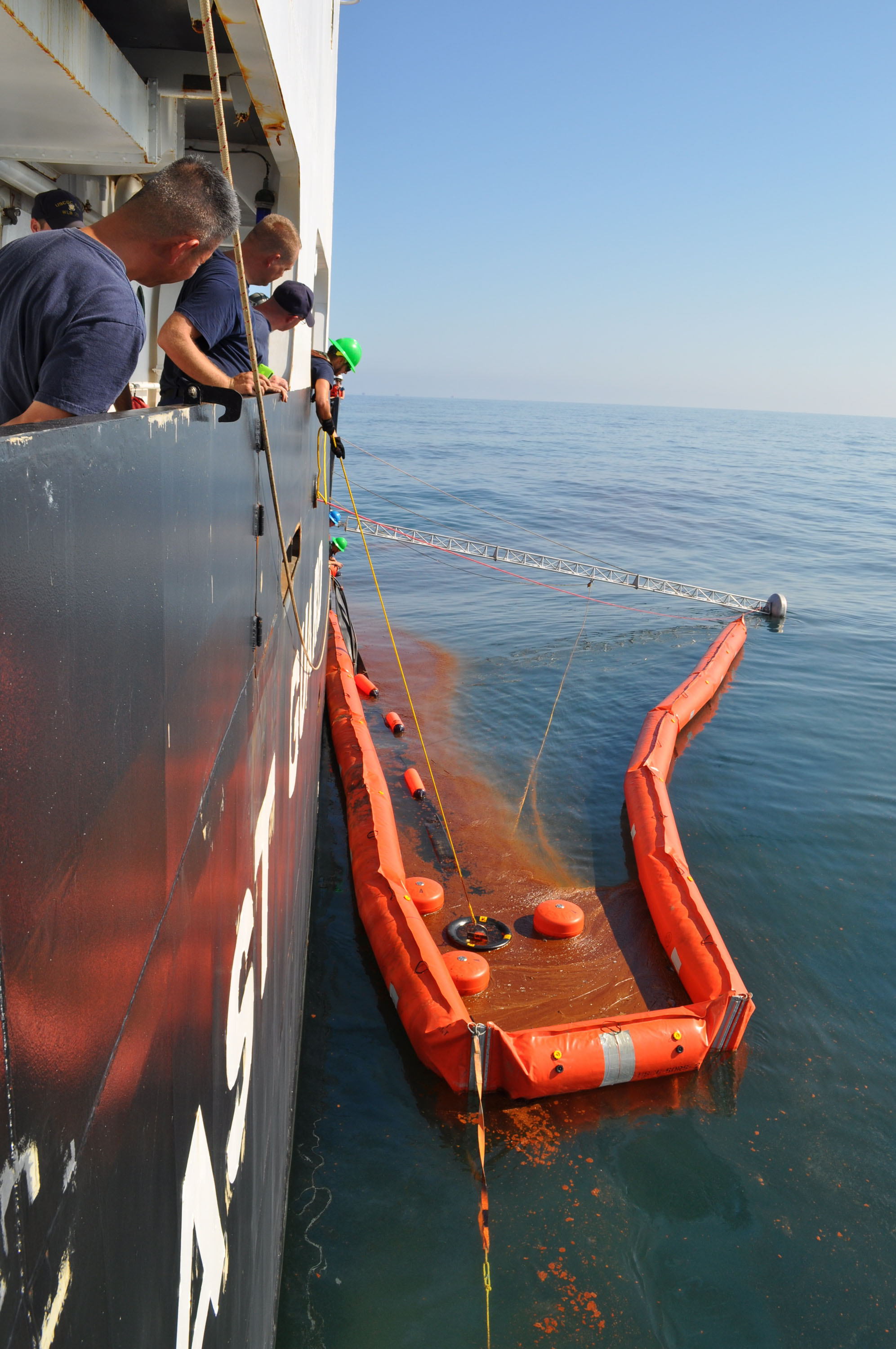
Mesures de contenció del petroli

Mantenir el petroli en un lloc determinat, allunyar-lo o dirigir-lo cap a un punt específic.
Els equips que s'utilitzen per a aconseguir-ho són les barreres mecàniques: es rodeja el petroli vessat amb barreres i es recupera amb sistemes que succionen i separen el petroli de l'aigua per:

-         Centrifugació, aprofitant que l'aigua és més pesada que el cru, s'aconsegueix que sigui expulsat pel fons del dispositiu que gira, mentre que el petroli és bombejat per la part superior.
-         Bombeig per aspiració
-         Adherència a tambors o discs giratoris, que s'introdueixen en la taca perquè el cru es quedi adherit a ells. Després es desprèn rascant i el petroli que va quedant al costat de l'eix de gir és bombejat a l'embarcació de recollida.
-         Fibres absorbents, en les quals s'utilitzen materials de plàstic oleofílics (que adhereixen el petroli) que actuen com una baieta absorbint el petroli. Després s'esprem a l'embarcació de recollida i tornar a ser usada per a absorbir més.
L'eficiència d'aquestes tècniques, en les millors condicions, només arriba a un 10-15%.

#### Tractament químic:
S'hi distingeixen tres tipus de tractament; amb agents dispersants, la crema del combustible i la bioremediació.
A. Dispersants:
Són substàncies químiques semblants als detergents, que trenquen el petroli en petites gotes, formant una emulsió, i facilita l'actuació de les bateries que digereixen els hidrocarburs.
La manera d'actuar dels dispersants sobre la capa de petroli es resumeix en quatre etapes:
1. Aplicació del dispersant sobre la superfície marina.

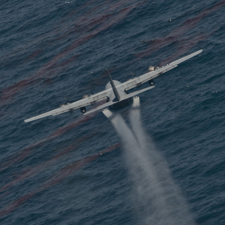
Avió escampant dispersant sobre el Golf de Mèxic

Es realitza des d'un avió o un helicòpter, però també pot produir-se des d'un vaixell. Es realitza prèviament un estudi per a seleccionar acuradament la concentració del dispersant, la mida de partícula i la zona de fumigació.
2. Atac de les molècules del dispersant al petroli, produint la seva emulsió.
L'actuació dels dispersants té lloc de forma similar a la que es comporten els detergents per a netejar el greix. Contenen molècules amb una part hidròfila i per l'altre extrem, hidròfoba. Aquestes molècules ataquen al combustible i aconsegueixen reduir la tensió superficial entre l'aigua i el petroli.
3. Acció de les onades i els corrents marins aconseguint la dispersió mescla petroli-dispersant
L'acció de les onades acaba de trencar la capa superficial del petroli.
4. Dilució final del petroli
El petroli dispersat se submergeix a profunditats entre 1 i 10 metres. L'emulsió resultant es degrada de manera natural dintre de l'ecosistema marí, per l'acció de bacteris i protozous.
És molt important elegir bé la substància química que s'usa com a dispersant, ja que depèn quina s'usi podria ser més tòxica que el petroli.
L'efectivitat depèn del gruix de la capa de petroli, les condicions atmosfèriques i la rapidesa amb què s'efectuï l'aplicació del dispersant després del vessament.
Un dels dispersants més utilitzats en els vessaments és el Corexit.
B. Incineració:
Cremar el petroli vessat de forma controlada sol ser una forma eficaç de fer-lo desaparèixer. En circumstàncies òptimes, es pot eliminar el 95% del vessat, minimitzant els efectes adversos del cru sobre el medi ambient.
El principal problema d'aquest mètode és que produeix grans quantitats de fum negre que, encara que no conté gasos més tòxics que els que provenen de la crema habitual de petroli en indústries o automòbils, és molt espès pel seu alt contingut en partícules.
C. Bioremediació:
La bioremediació es basa en l'existència de microorganismes el metabolisme dels quals és capaç de degradar els hidrocarburs, convertint els components tòxics del petroli en productes no tòxics. Aquest procés es pot accelerar aportant nutrients i oxigen que facilitin la multiplicació dels bacteris.
El procés dels bacteris consisteix a afegir un grup hidroxil a l'estructura molecular de l'hidrocarbur, convertint-lo amb un alcohol, que per una sèrie de reaccions d'oxidació es converteix en un aldehid i després, amb un àcid carboxílic. Tot això comporta una reducció de la longitud de la cadena de l'hidrocarbur (o ruptura del cicle si són hidrocarburs aromàtics) i al final de la degradació, la producció de diòxid de carboni, aigua i biomassa.

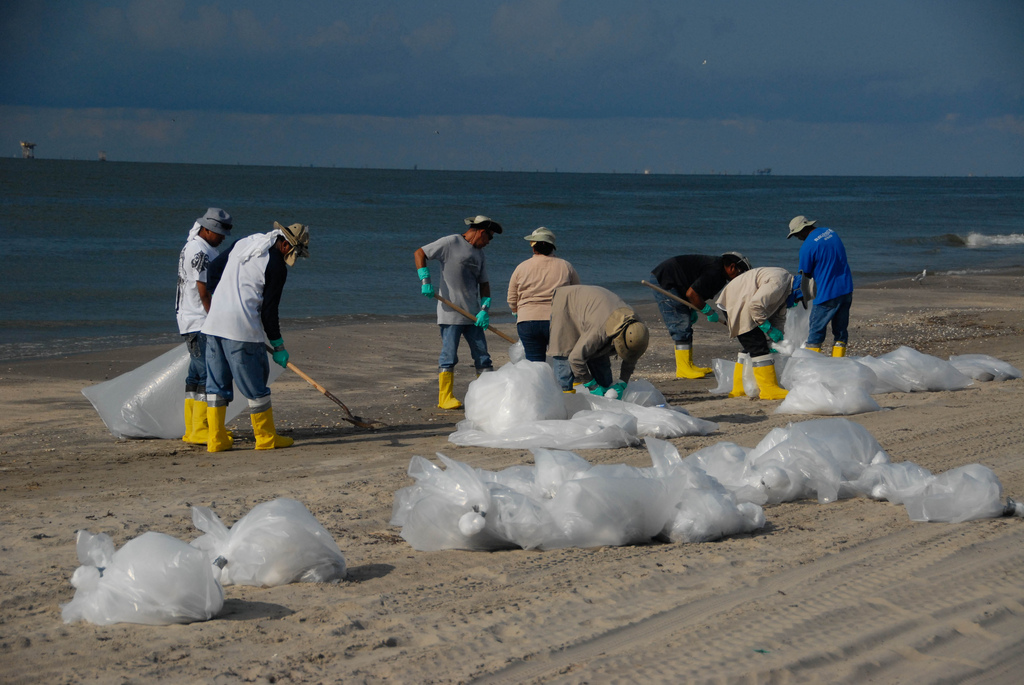
Neteja de les platges

L'addició d'oxigen als hidrocarburs els converteix en més polars i per tant, més fàcil que se solubilitzen amb aigua.
L'èxit de la tècnica depèn de l'existència de bacteris amb les capacitats metabòliques apropiades en el lloc contaminat, les concentracions adequades d'oxigen i nutrients i el pH (entre 6 i 9). També influeix el tipus de petroli i la superfície a tractar, ja que el creixement dels microorganismes degradants té lloc quasi exclusivament en la interfase petroli-aigua.
És un procés lent, per la qual cosa es posa en pràctica després de la neteja mecànica del vessament o en zones que no requereixen una neteja immediata.
Pel que fa a la neteja de les costes, les operacions de recollida de combustible s'efectuen en de forma manual, amb pales i rascles. En platges de gran extensió, es pot utilitzar maquinària de recollida mecànica.
El prioritari és recuperar la màxima quantitat per a evitar que sigui arrossegat pel mar cap a zones no contaminades i després recollir taques i algues contaminades.
Les persones que participen en la neteja han d'estar adequadament equipades, amb botes, guants, casc, ulleres i mascaretes.
A vegades s'utilitzen raigs d'aigua calenta a pressió per a arrossegar el petroli des de la línia de costa a l'aigua. Aquest mètode enterra l'hidrocarbur més profundament a la sorra i mata els éssers vius de la platja, encara que deixa l'aspecte de la platja aparentment normal.

## Conseqüències de l'accident
El 20 d'abril 2010 els desastres a bord de la plataforma de perforació van matar a 11 treballadors i van trencar el pou Macondo, la qual cosa va provocar el pitjor vessament de petroli en alta mar en la història d'EE.UU
El vessi de petroli del pou Macondo de British Petroleum (BP) va tenir el seu impacte més sever en una àrea de prop de nou milles quadrades (24 quilòmetres quadrats) al voltant de la boca del pou, diu l'informe publicat en la revista científica 'PLoS One'.
Els efectes moderats van ser vists en 57 milles quadrades (148 quilòmetres quadrats). La rica biodiversitat del fons marí s'ha reduït en gran manera pel plomall d'oli, que va tenir 200 iardes (183 metres) de gruix i 1,2 milles (1,9 km) d'ample.

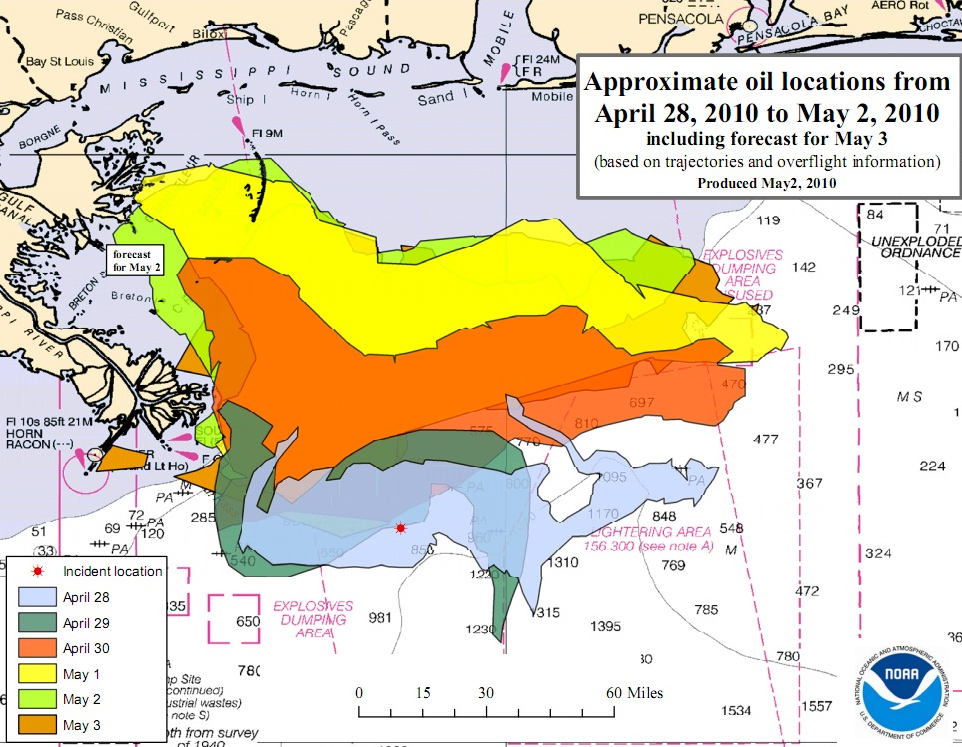
Avenç del petroli des del dia del vessamet al 2 de maig

### Tancament d'àrees de pesca
La NOAD (National Oceanic and Atmospherical Administration), va expandir en data 29 de maig, l'àrea total d'aigües federals en les quals la pesca ha estat prohibida fins a 157.160 quilòmetres quadrats, la qual cosa representa aproximadament una cambra de la superfície del Golf de Mèxic. L'àrea afectada s'estén entre la Badia de Atchafalaya Bay a Louisiana a un punt a l'oest de Naples (Florida).

#### Efectes en els obrers que netegen el vessament
Varis dels obrers que han estat involucrats amb la neteja del vessament en el Golf han manifestat: nàusea, marejos i maldecaps i per això van haver de ser hospitalitzats el dimarts 25 de maig. Després, el 29 de maig, quatre obrers més van ser hospitalitzats, dos d'ells amb dolors de pit (font: periodistes de McClatchy Newspapers).

##### Toxicitat del dispersant Corexit
Una de les estratègies a la qual va recórrer BP per combatre el vessi va ser l'ús de dispersants, els quals havia estat usats extensament en el desastre del Exxon Valdez. BP va seleccionar dues variants químiques de Corexit, compost químic fabricat i comercialitzat per Nalco (la companyia més gran del món en tractament d'aigua. Ambdues variants del Corexit són tòxiques en graus diferents per a la vida marina. Des d'un punt de vista químic, aquestes dues variants comparteixen una sal de l'àcid sulfónic i propilen-glicol. Corexit 9500 conté destil·lats de petroli mentre que el Corexit 9527 conté 2-Butoxietanol, aquest últim és un *comuesto altament tòxic que pot ser absorbit per la pell; causa: tos, mareig, somnolència, mal de cap, nàusea i feblesa quan és inhalat; i causa dolor abdominal, diarrea, nàusea i vòmits, quan és ingerit. Els destil·lats de petroli del *Corexit 9500 són només lleugerament menys tòxics. Addicionalment, se sap que el Corexit 9527 produeix hemólisis (ruptura de glòbuls vermells) dels animals que ho ingereixen i pot per tant danyar el fetge i els ronyons dels qui ho ingereixen. Corexit 9500, és capaç de causar dany a la membrana cel·lular i produir pneumonía química si arriba als pulmons després de ser ingerida. Després d'aquest vol rasant sobre el potencial tòxic d'aquests dos *dispersantes, dels quals van ser abocats milions de litres de cadascun en el Golf de Mèxic, cal subscriure l'opinió del representant Edward J. Markey, Diputat de Massachusetts i Chairman del subComitè d'Energia i Ambient de la Cambra de diputats del Congrés dels Estats Units (és el mateix que va informar el New York Times que en el Regne Unit havia estat prohibit l'ús d'aquests dispersants per temor als seus efectes nocius a la vida aquàtica (harmful effects sea life). Markey va dir que ell creia que s'estava conduint un massiu experiment de conseqüències incertes per a la vida en les aigües dels oceans nord-americans. Molts s'han preguntat per què BP va usar compostos químics (per a la dispersió del petroli) que havien estat prohibits en el Regne Unit pel seu potencial tòxic per a la vida marina? Serà que, quan es realitza una comparació vis a vis, la toxicitat del Corexit és significativament menor que la del petroli? O serà més aviat que el Corexit fa al petroli invisible o menys visible i això ajuda perquè no es veu on estan els agents contaminants?
D'altra banda, els benvolguts
 recents que indiquen que 4,9 milions de barrils de petroli van ser abocats en aigües del golf de Mèxic en 87 dies que va estar el petroli rajant del pou avariat, permeten calcular un rang de la multa que hauria de pagar BP per l'accident. D'acord amb la legislació actual, si un jurat troba que BP no va actuar amb negligència, la multa per barril seria de 1.100 US$, la qual cosa significa que BP hauria de pagar-li al Govern dels Estats Units al voltant de 4.5 milions de dòlars. En canvi, si el jurat sentencia que BP va actuar amb negligència, la multa per barril ascendiria a 4.300 US dòlars, que és equivalent a un total d'uns 17.6 milions de dòlars, quantitat que és aproximadament igual a la utilitat que va tenir l'empresa en 2009.

##### Estudis dels efectes en el mariners i treballadors que van participar en la neteja
En 2011 s'inicien estudis sobre els efectes en els qui van netejar les restes de la fugida en el Golf de Mèxic. El govern dels Estats Units, presidit per Barack Obama utilitza com a referent el treball científic fet a Espanya en 2003 amb els mariners que van recollir el "chapapote" provocat pel Desastre del Prestige en les costes espanyoles per realitzar un gran estudi sobre els efectes del cru en la salut de mariners i altres treballadors que van participar en les tasques de recollida i neteja.
El petroli vessat va afectar els pantans costaners rics en biodiversitat, aus i animals marins que es van veure fortament afectats.

## Solucions i mesures adoptades
L'empresa BP va idear i posat en pràctica diferents estratègies per tal d'intentar mitigar i reduir el màxim possible el vessament de petroli. Aquestes estratègies estaven dirigides en dues línies d'actuació simultànies: una era la contenció de la fuga de petroli del pou accidentat, i l'altre l'intent de mitigar els efectes del petroli un cop ja estava a mar oberta.

### Mesures per aturar la fuga de petroli
Es van proposar moltes idees i possibilitats per tal de contenir el fuel que sortia per la poca del pou accidentat però les que es van posar en pràctica pel fet de ser les que presentaven més possibilitat d'èxit van ser les següents:
 Gàbia de contenció del petroli: Aquesta va ser una de les primeres estratègies que es va posar a la pràctica. Consistia a fer descendir una caixa gegantesca d'acer i ciment que pesava unes 100 tones i tenia uns 14 metres d'altura, de manera que la caixa s'havia de dipositar sobre els punts de sortida del petroli de forma que de l'extrem superior de la gàbia sortit un conducte que permetés canalitzar el petroli cap a un carguer situat a l'exterior. El procediment però no va funcionar.
Top Kill : Aquesta també va ser una estratègia important per a BP per tal de segellar la pèrdua de petroli a través del forat del pou. Es basava a abocar fangs i altres fluids pesats per tal que equilibressin la pressió ascendent del petroli que surt de dins el pou. Però, igual que el mètode de la gàbia, aquest tampoc hagi tingut èxit de moment, tot i que no es va descartar que reduís la sortida de petroli.
Gàbia de contenció millorada: Un cop van arribar a la conclusió que el top kill era un mètode massa ineficaç i que no contribuïa a solucionar el problema, BP va declarar el 31 de maig del 2010 que valorava la idea de tornar a intentar el mètode de contenir l'abocament de petroli per mitjà d'una gàbia gegant d'acer.
Es va instal·lar una cúpula inicial la qual era insuficient per canalitzar tot el cru, ja que només en recollia una tercera part, i el govern americà va obligar a BP a substituir-la per una nova cupula la qual podia recollir la totalitat del vessament, tot i que a la pràctica una part important del petroli encara anava a parar a aigües obertes.

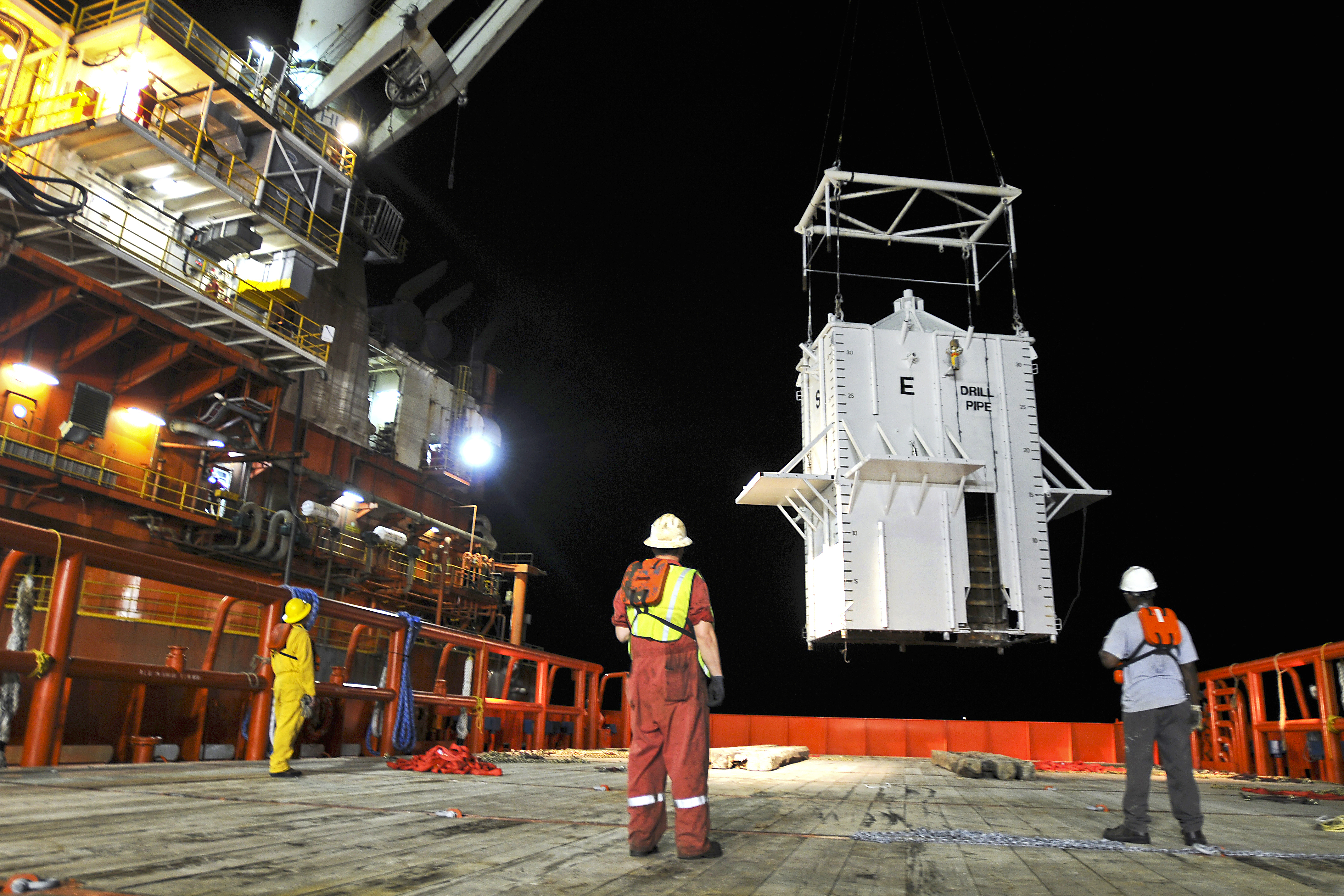
Gàbia de contenció que seria situada just a sobre del pou de petroli

Pou d'alleujament: L'aplicació de la gàbia millorada només seria una mesura temporal i provisional, ja que l'única solució que s'ha trobat que acabaria amb el problema de forma definitiva seria la construcció d'un pou d'alleujament el qual seria perforat a prop del pou actual per on té lloc el vessament. Així posteriorment s'unirien els dos pous sota el fons marí i a través del pou d'alleujament s'introduiria ciment o fang en el pou original per així segellar-lo definitivament. Però la mesura no es va arribar a acabar, ja que es va trobar una solució més practica i factible.
Substitució del mecanisme de seguretat (BOP “BlowOut Preventer"): Finalment la mesura que va permetre donar per controlada el vessament va ser la substitució del mecanisme de seguretat que va fallar. L'operació es basava a tallar per mitjà d'uns robotcontrolats a distància el segment que quedava de la BOP que a fallar i substituirla per una de nova i segellar-ho amb una cap de fang pesat i ciment, així el 19 de setembre el comandant d'incidents nacional Thad Allen va donar per finalitzar el vessament.

#### Mesures de contenció del vessament
Pel que fa a la mitigació dels efectes del cru un cop aquest arribava a la superfície, la mesura més radical era l'ús d'un dispersant:
Dispersant Corexil: els dispersants utilitzats van ser el Corexit EC9500A i el Corexit EC9572A, dels quals es van abocar aproximadament uns 700 mil galons a l'oceà, dels quals, aproximadament una quarta part es va injectar per sota la superfície oceànica, directament sobre la columna de petroli ascendent. L'efecte del dispersant era que convertia la massa viscosa de petroli en petites gotes entremesclades amb aigua de mar, d'aquesta forma es feia menys visible i el seu efecte sobre la costa seria menor(1). Pel que fa al dispersant aplicat sota del mar, el que es va aconseguir va ser que el petroli tractat amb el dispersant no sortir a la superfície i es quedés a uns 200 metres de profunditat, 

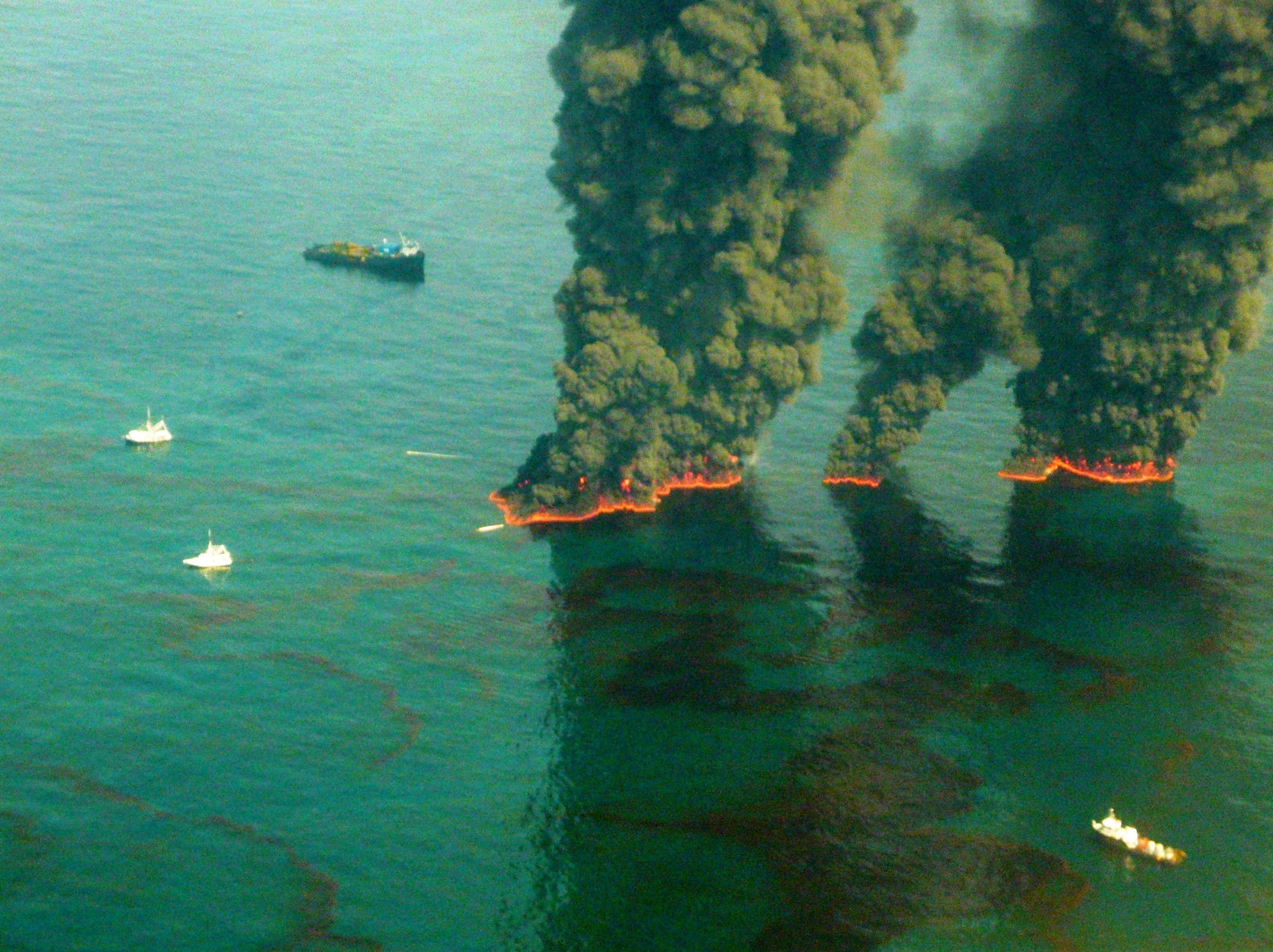
Crema controlada del petroli per tal de controlar-ne la seva expansió

allà el petroli podia ser degradat per certs microorganismes, però ràpidament els biòlegs van decretar que l'acció dels microorganismes era molt limitada i que no podrien fer càrrec del volum de petroli que representava el vessament.
Finalment, després de comprovar la toxicitat del dispesant es va declarar com molt tòxic i que provocava més danys que el mateix vessament, a causa de dos efectes adversos principals: per una banda, l'ús de dispersants només feia que el petroli no és veies, però els agents contaminants encara eren allà i fins i tot la toxicitat de l'aigua era major, i, per altra banda, el seu ús per part dels equips de neteja va provocar danys permanents és la salut dels treballadors. Per això, l'agència de protecció ambiental dels Estats Units, la EPA, va dictaminar que BP estava obligada a aturar l'ús del dispersant.
Unes altres mesures que es van aplicar i amb més encert que l'ús del dispersant van ser:
Vaixells d'arrossegament
Xarxes flotants absorbents
Crema controlada del petroli a la superfície 